# Отоніель Кінтана
Отоніель Кінтана (ісп. Otoniel Quintana, нар. 23 серпня 1946, Попаян — пом. 18 березня 2018, Паділья) — колумбійський футболіст, що грав на позиції воротаря. Відомий за виступами в складі низки колумбійських клубів, а також у складі національної збірної Колумбії. По закінченні виступів на футбольних полях — колумбійський футбольний тренер.

## Біографія
Отоніель Кінтана народився в місті Попаян, та розпочав виступи на футбольних полях у 1964 році в складі клубу «Мільйонаріос» зі столиці країни Боготи. У складі столичного клубу грав до 1973 року, двічі — у 1964 та 1972 роках став у його складі чемпіоном Колумбії.
У 1973 році Кінтана став гравцем клубу «Атлетіко Насьйональ» з Медельїна, у складі якого грав до 1976 року, та в останній рік виступів став у його складі чемпіоном країни. У 1977 році грав у складі клубу «Онсе Кальдас», після чого завершив виступи на футбольних полях. Надалі Отоніель Кінтана працював футбольним тренером, у 1997 році очолював свій колишній клуб «Мільйонаріос», а в 2005 і 2007 роках очолював клуб «Америка де Калі». Помер Отоніель Кінтана у 2018 році в місті Паділья.

## Виступи за збірну
У 1967 році Отоніель Кінтана дебютував у складі національної збірної Колумбії. У 1968 році він у складі олімпійської збірної Колумбії брав участь у футбольному турнірі Олімпійських ігор у Мехіко. У складі національної збірної грав до 1973 року, загалом провів у її складі 4 матчі.